# Aitor Hourcade
Pas d'image ? Cliquez ici

a Compétitions nationales et continentales officielles uniquement.

b Matchs officiels uniquement.
Dernière mise à jour le 3 mai 2025.
Aitor Hourcade, né le 13 février 2001 à Bayonne (Pyrénées-Atlantiques), est un joueur français de rugby à XV. Il joue aux postes de troisième ligne centre, troisième ligne aile ou deuxième ligne au Biarritz olympique.

## Biographie
Aitor Hourcade est formé à l'Aviron bayonnais, où il fait ses débuts en équipe première lors de la saison 2020-2021.
En 2024, il est prêté au CS Bourgoin-Jallieu puis au Biarritz olympique en novembre de la même année. Après avoir vu sa licence temporairement bloquée par l'autorité de régulation du rugby qui réclame des documents relatifs au budget du club, il fait ses débuts avec le BO contre le Stade niçois en décembre 2024. Il est ensuite régulièrement utilisé au poste de deuxième ligne par son entraîneur Boris Bouhraoua. Son prêt à Biarritz étant concluant, il s'engage définitivement avec ce club et signe un contrat de deux ans, allant jusqu'en 2027.
Il est sélectionné à plusieurs reprises en équipe de France universitaire dont il occupe le capitanat,.
Il joue également pour les Euskarians contre la Belgique en 2023.